# United Passions
United Passions ist ein französischer Spielfilm aus dem Jahr 2014. Regie führte Frédéric Auburtin, der gemeinsam mit Jean-Paul Delfino auch das Drehbuch schrieb. Der Film wurde in der Schweiz, Aserbaidschan, Frankreich und Brasilien gedreht und erstmals am 18. Mai 2014 bei den Internationalen Filmfestspielen von Cannes gezeigt. Der Film wurde unter anderem dafür kritisiert, dass Sepp Blatter den Film mit 16 Millionen £ vorfinanziert hatte, und gilt aufgrund seines Inhalts und des ausbleibenden Zuschaueranspruchs als einer der schlechtesten Filme aller Zeiten.

## Handlung
Am Anfang des Films steht die Geschichte einer Gruppe junger Enthusiasten, die, um das Monopol Englands im Fußball zu brechen, 1904 in Paris die internationale Fußballvereinigung FIFA gründen. Das folgende, überaus bewegte Fußballjahrhundert wird aus den Perspektiven von Jules Rimet, João Havelange und Sepp Blatter erzählt.

## Hintergrund
Der Film kam im Juni 2015 in die amerikanischen Kinos und spielte dort, zeitlich mit dem FIFA-Korruptionsskandal 2015 zusammenfallend, am Startwochenende in zehn Kinos lediglich 918 Dollar ein. Er unterbot damit das Einspielergebnis des Films I Kissed A Vampire (2012: 1.380  Dollar) und gilt damit als der Film mit dem schlechtesten Einspielergebnis von Filmen, die in mindestens zehn US-Kinos gestartet sind.
Der Film erhielt sehr schlechte Kritiken. Der Wertungsaggregator Metacritic ermittelt eine Durchschnittswertung von lediglich 1 %, Rotten Tomatoes verzeichnet 0 % positive Kritiken. In der Internet Movie Database belegte der Film im September 2015 mit einer Durchschnittsbewertung von 19 den 19. Platz in der Liste der schlechtesten Filme aller Zeiten. The Guardian bewertet den Film mit einem von fünf möglichen Sternen und kritisiert ihn als „Reine Propaganda“ und „Filmisches Exkrement“. Auch The Independent zerreißt den Film und nennt ihn „lächerlich schlecht“.
Schauspieler Tim Roth distanzierte sich bereits vor Kinostart von United Passions und entschuldigte sich für sein Mitwirken.
Auch der Regisseur des Films, Frédéric Auburtin hat seine Arbeit öffentlich bedauert. Er selbst sieht sich als "Opfer des Spiels".
Die FIFA hatte als Titel Men of Legend vorgeschlagen. Das hatte jedoch Regisseur Auburtin als Unsinn abgetan.